# Ampara (district)

Situation du district d'Ampara

Le district d'Ampara (tamoul : அம்பாறை மாவட்டம், cinghalais : අමිපාර) est le plus méridional de la province de l'Est du Sri Lanka. Il est limitrophe, au sud, du district d'Hambantota (province du Sud), à l'ouest, du district de Moneragala et du district de Badulla (province d'Uva), au nord-ouest du district de Matale (province du Centre), au nord du district de Polonnaruwa (dans la province du Centre-Nord) et au nord-est du district de Batticaloa (dans la province de l'Est).
Ce district a été créé en 1958, par séparation de la partie sud du district de Batticaloa. Sa superficie est de 4 415 km². Il a pour capitale Ampara.

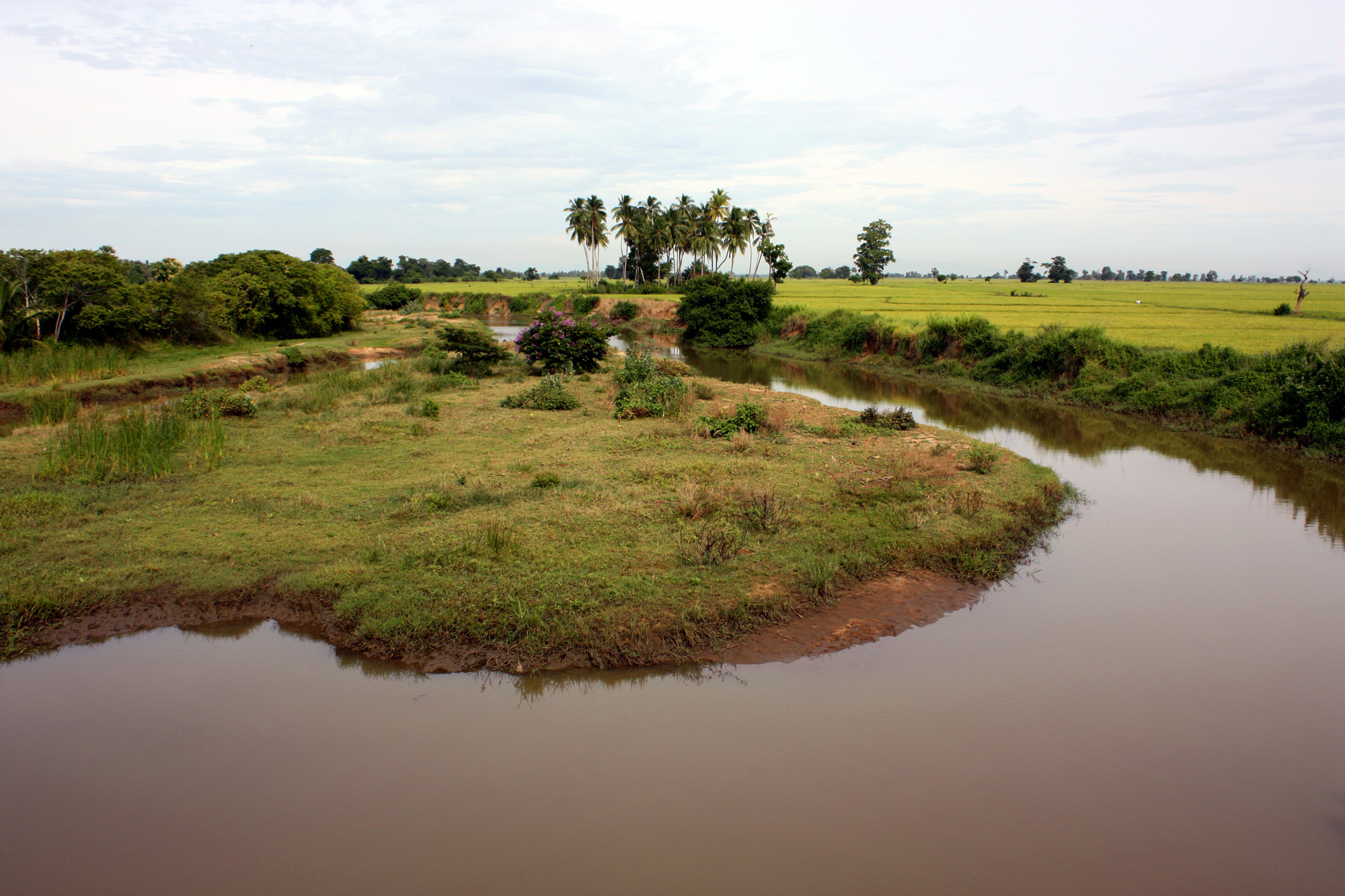
Rizière à Oluvil

## Population
En 2007, elle était de 610 719 personnes. Le district est un des plus mélangés du Sri Lanka, aussi bien ethniquement que religieusement.
Composition ethnique (estimation 2007) :
- cinghalais : 228 938 (37,49 %)
- tamouls sri-lankais : 111 948 (18,33 %)
- maures[2] : 268 630 (43,99 %)
- tamouls "indiens" : 58 (0,01 %)
- burghers (eurasiens) : 929 (0,15 %)
- malais : 163 (0,03 %)
- autres : 53 (0,01 %)

Musulmans et bouddhistes sont environ 40 % chacun, les hindouistes moins de 20 % (essentiellement les tamouls), les chrétiens environ 2 %.